# Stuttgart Scorpions
Gli Stuttgart Scorpions sono una squadra di football americano di Stoccarda, in Germania, fondata nel 1982.
Nel 2021 avrebbero dovuto partecipare contemporaneamente alla GFL e alla ELF, ma si sono ritirati da quest'ultima.

## Dettaglio stagioni

### Amichevoli
| Stagione | Vin | Par | Per | Tot | PF | PS | avversaria |
| -------- | --- | --- | --- | --- | -- | -- | ---------- |
| 2001     | 0   | 0   | 1   | 1   | 20 | 48 | Francia    |
| Totale   | 0   | 0   | 1   | 1   | 20 | 48 |            |

Fonte: americanfootballitalia.com

### Tornei

#### Tornei nazionali

##### Campionato

###### Bundesliga/GFL
| Stagione | regular season | regular season | regular season | regular season | regular season | regular season | playoff | playoff | playoff | playoff | playoff | playoff          | playoff                   |
|          | Vin            | Par            | Per            | Tot            | PF             | PS             | Vin     | Per     | Tot     | PF      | PS      | risultato        | avversaria                |
| -------- | -------------- | -------------- | -------------- | -------------- | -------------- | -------------- | ------- | ------- | ------- | ------- | ------- | ---------------- | ------------------------- |
| 1986     | 0              | 0              | 10             | 10             | 55             | 289            | 2       | 0       | 2       | 49      | 33      | Non retrocessi   | Schwäbisch Hall Unicorns  |
| 1987     | 1              | 0              | 9              | 10             | 64             | 383            | -       | -       | -       | -       | -       | -                | -                         |
| 1992     | 4              | 0              | 10             | 14             | 241            | 337            | -       | -       | -       | -       | -       | -                | -                         |
| 1995     | 5              | 0              | 7              | 12             | 313            | 320            | 0       | 1       | 1       | 0       | 24      | Quarti di finale | Düsseldorf Panther        |
| 1996     | 3              | 1              | 6              | 10             | 231            | 270            | 0       | 1       | 1       | 20      | 49      | Quarti di finale | Hamburg Blue Devils       |
| 1997     | 1              | 0              | 9              | 10             | 257            | 401            | 1       | 0       | 1       | 53      | 13      | Non retrocessi   | Saarland Hurricanes       |
| 1998     | 9              | 1              | 2              | 12             | 330            | 199            | 1       | 1       | 2       | 15      | 30      | Semifinale       | Hamburg Blue Devils       |
| 1999     | 4              | 0              | 8              | 12             | 320            | 433            | 0       | 1       | 1       | 16      | 56      | Quarti di finale | Braunschweig Lions        |
| 2000     | 4              | 1              | 7              | 12             | 341            | 413            | 0       | 1       | 1       | 33      | 49      | Quarti di finale | Cologne Crocodiles        |
| 2001     | 9              | 0              | 3              | 12             | 437            | 195            | 1       | 1       | 2       | 35      | 47      | Semifinale       | Hamburg Blue Devils       |
| 2002     | 8              | 1              | 3              | 12             | 340            | 284            | 1       | 1       | 2       | 49      | 93      | Semifinale       | Braunschweig Lions        |
| 2003     | 6              | 1              | 5              | 12             | 386            | 425            | 0       | 1       | 1       | 12      | 38      | Quarti di finale | Braunschweig Lions        |
| 2004     | 5              | 0              | 5              | 10             | 255            | 263            | 0       | 1       | 1       | 17      | 42      | Quarti di finale | Berlin Adler              |
| 2005     | 5              | 0              | 5              | 10             | 353            | 343            | 0       | 1       | 1       | 0       | 30      | Quarti di finale | Hamburg Blue Devils       |
| 2006     | 8              | 1              | 3              | 12             | 407            | 190            | 1       | 1       | 2       | 64      | 63      | Semifinale       | Braunschweig Lions        |
| 2007     | 10             | 0              | 2              | 12             | 390            | 144            | 2       | 1       | 3       | 52      | 58      | German Bowl      | Braunschweig Lions        |
| 2008     | 8              | 0              | 4              | 12             | 302            | 195            | 0       | 1       | 1       | 6       | 9       | Quarti di finale | Berlin Adler              |
| 2009     | 5              | 1              | 6              | 12             | 331            | 302            | 0       | 1       | 1       | 6       | 20      | Quarti di finale | Kiel Baltic Hurricanes    |
| 2010     | 4              | 0              | 8              | 12             | 229            | 280            | 0       | 1       | 1       | 21      | 23      | Quarti di finale | Kiel Baltic Hurricanes    |
| 2011     | 7              | 1              | 5              | 13             | 316            | 335            | 0       | 1       | 1       | 17      | 43      | Quarti di finale | Mönchengladbach Mavericks |
| 2012     | 9              | 0              | 5              | 14             | 344            | 271            | 0       | 1       | 1       | 22      | 70      | Quarti di finale | Kiel Baltic Hurricanes    |
| 2013     | 4              | 1              | 9              | 14             | 272            | 431            | -       | -       | -       | -       | -       | -                | -                         |
| 2014     | 12             | 0              | 2              | 14             | 560            | 477            | 0       | 1       | 1       | 28      | 33      | Quarti di finale | Cologne Falcons           |
| 2015     | 10             | 0              | 4              | 14             | 524            | 281            | 0       | 1       | 1       | 14      | 55      | Quarti di finale | Dresden Monarchs          |
| 2016     | 7              | 0              | 7              | 14             | 474            | 387            | -       | -       | -       | -       | -       | -                | -                         |
| 2017     | 4              | 0              | 10             | 14             | 227            | 403            | -       | -       | -       | -       | -       | -                | -                         |
| 2018     | 2              | 0              | 12             | 14             | 226            | 486            | 2       | 0       | 2       | 120     | 40      | Non retrocessi   | Ravensburg Razorbacks     |
| 2019     | 6              | 0              | 8              | 14             | 328            | 473            | 0       | 1       | 1       | 3       | 70      | Quarti di finale | New Yorker Lions          |
| 2021     | 1              | 0              | 9              | 10             | 128            | 457            | -       | -       | -       | -       | -       | Retrocessi       | -                         |
| Totale   | 161            | 9              | 181            | 353            | 9010           | 9674           | 12      | 20      | 32      | 652     | 988     |                  |                           |

Fonti: Enciclopedia del Football - A cura di Roberto Mezzetti

###### Damenbundesliga
| Stagione | regular season | regular season | regular season | regular season | regular season | regular season | playoff | playoff | playoff | playoff | playoff | playoff     | playoff             |
|          | Vin            | Par            | Per            | Tot            | PF             | PS             | Vin     | Per     | Tot     | PF      | PS      | risultato   | avversaria          |
| -------- | -------------- | -------------- | -------------- | -------------- | -------------- | -------------- | ------- | ------- | ------- | ------- | ------- | ----------- | ------------------- |
| 2016     | 0              | 0              | 6              | 6              | 13             | 149            | -       | -       | -       | -       | -       | -           | -                   |
| 2019     | 5              | 0              | 1              | 6              | 133            | 44             | 1       | 1       | 2       | 40      | 26      | Ladies Bowl | Berlin Kobra Ladies |
| Totale   | 5              | 0              | 7              | 12             | 146            | 193            | 1       | 1       | 2       | 40      | 26      |             |                     |

Fonti: Enciclopedia del Football - A cura di Roberto Mezzetti

###### 2. Bundesliga
| Stagione | regular season | regular season | regular season | regular season | regular season | regular season | playoff | playoff | playoff | playoff | playoff | playoff          | playoff            |
|          | Vin            | Par            | Per            | Tot            | PF             | PS             | Vin     | Per     | Tot     | PF      | PS      | risultato        | avversaria         |
| -------- | -------------- | -------------- | -------------- | -------------- | -------------- | -------------- | ------- | ------- | ------- | ------- | ------- | ---------------- | ------------------ |
| 1983     | 5              | 0              | 5              | 10             | 233            | 228            | -       | -       | -       | -       | -       | -                | -                  |
| 1984     | 7              | 0              | 7              | 14             | 314            | 209            | -       | -       | -       | -       | -       | -                | -                  |
| 1985     | 7              | 0              | 3              | 10             | 251            | 123            | 0       | 1       | 1       | 28      | 37      | Quarti di finale | Nürnberg Vikings   |
| 1988     | 6              | 0              | 4              | 10             | 215            | 148            | -       | -       | -       | -       | -       | -                | -                  |
| 1989     | 5              | 0              | 5              | 10             | 190            | 177            | -       | -       | -       | -       | -       | -                | -                  |
| 1990     | 7              | 0              | 3              | 10             | 356            | 162            | -       | -       | -       | -       | -       | -                | -                  |
| 1991     | 9              | 0              | 1              | 10             | 359            | 83             | -       | -       | -       | -       | -       | -                | -                  |
| 1993     | 11             | 0              | 3              | 14             | 390            | 145            | -       | -       | -       | -       | -       | -                | -                  |
| 1994     | 10             | 0              | 1              | 11             | 283            | 105            | 3       | 0       | 3       | 123     | 18      | Promossi         | Rothenburg Knights |
| Totale   | 67             | 0              | 32             | 99             | 2591           | 1380           | 3       | 1       | 4       | 151     | 55      |                  |                    |

Fonti: Enciclopedia del Football - A cura di Roberto Mezzetti

###### Aufbauliga/DBL2
| Stagione | regular season | regular season | regular season | regular season | regular season | regular season | playoff | playoff | playoff | playoff | playoff | playoff          | playoff                   |
|          | Vin            | Par            | Per            | Tot            | PF             | PS             | Vin     | Per     | Tot     | PF      | PS      | risultato        | avversaria                |
| -------- | -------------- | -------------- | -------------- | -------------- | -------------- | -------------- | ------- | ------- | ------- | ------- | ------- | ---------------- | ------------------------- |
| 2008     | 1              | 0              | 3              | 4              | 42             | 90             | -       | -       | -       | -       | -       | -                | -                         |
| 2009     | 1              | 0              | 5              | 6              | 40             | 145            | -       | -       | -       | -       | -       | -                | -                         |
| 2010     | 2              | 0              | 4              | 6              | 84             | 156            | -       | -       | -       | -       | -       | -                | -                         |
| 2011     | 2              | 0              | 4              | 6              | 104            | 115            | -       | -       | -       | -       | -       | -                | -                         |
| 2012     | 4              | 0              | 0              | 4              | 191            | 0              | 2       | 0       | 2       | 102     | 0       | Campionesse      | Wolfenbüttel Black Widows |
| 2013     | 6              | 0              | 0              | 6              | 233            | 35             | 1       | 1       | 2       | 20      | 42      | Finale           | Cologne Falconets         |
| 2015     | 0              | 0              | 4              | 4              | 19             | 148            | -       | -       | -       | -       | -       | -                | -                         |
| 2017     | 3              | 1              | 2              | 6              | 118            | 82             | 0       | 1       | 1       | 20      | 34      | Quarti di finale | Wuppertal Greyhounds      |
| Totale   | 19             | 1              | 22             | 42             | 831            | 771            | 3       | 2       | 5       | 142     | 76      |                  |                           |

Fonti: Enciclopedia del Football - A cura di Roberto Mezzetti

###### Verbandsliga (terzo livello)
| Stagione | regular season | regular season | regular season | regular season | regular season | regular season | playoff | playoff | playoff | playoff | playoff | playoff   | playoff    |
|          | Vin            | Par            | Per            | Tot            | PF             | PS             | Vin     | Per     | Tot     | PF      | PS      | risultato | avversaria |
| -------- | -------------- | -------------- | -------------- | -------------- | -------------- | -------------- | ------- | ------- | ------- | ------- | ------- | --------- | ---------- |
| 1988     | 1              | 0              | 7              | 8              | 24             | 289            | -       | -       | -       | -       | -       | -         | -          |
| Totale   | 1              | 0              | 7              | 8              | 24             | 289            | -       | -       | -       | -       | -       |           |            |

Fonti: Enciclopedia del Football - A cura di Roberto Mezzetti

###### Verbandsliga (quarto livello)
| Stagione | regular season | regular season | regular season | regular season | regular season | regular season | playoff | playoff | playoff | playoff | playoff | playoff          | playoff                  |
|          | Vin            | Par            | Per            | Tot            | PF             | PS             | Vin     | Per     | Tot     | PF      | PS      | risultato        | avversaria               |
| -------- | -------------- | -------------- | -------------- | -------------- | -------------- | -------------- | ------- | ------- | ------- | ------- | ------- | ---------------- | ------------------------ |
| 1994     | 3              | 0              | 3              | 6              | 102            | 69             | 1       | 0       | 1       | 20      | 0       | Quarti di finale | Heidelberg Black Knights |
| Totale   | 3              | 0              | 3              | 6              | 102            | 69             | 1       | 0       | 1       | 20      | 0       |                  |                          |

Fonti: Enciclopedia del Football - A cura di Roberto Mezzetti

###### Landesliga
| Stagione | regular season | regular season | regular season | regular season | regular season | regular season | playoff | playoff | playoff | playoff | playoff | playoff   | playoff       |
|          | Vin            | Par            | Per            | Tot            | PF             | PS             | Vin     | Per     | Tot     | PF      | PS      | risultato | avversaria    |
| -------- | -------------- | -------------- | -------------- | -------------- | -------------- | -------------- | ------- | ------- | ------- | ------- | ------- | --------- | ------------- |
| 1993     | 5              | 0              | 0              | 5              | 260            | 0              | 3       | 0       | 3       | 98      | 34      | Promossi  | Tauber Gators |
| 1995     | 1              | 0              | 8              | 9              | 82             | 201            | -       | -       | -       | -       | -       | -         | -             |
| Totale   | 6              | 0              | 8              | 14             | 342            | 201            | 3       | 0       | 3       | 98      | 34      |           |               |

Fonti: Enciclopedia del Football - A cura di Roberto Mezzetti

#### Tornei internazionali

##### European Football League (1986-2013)
| Stagione | regular season | regular season | regular season | regular season | regular season | regular season | playoff | playoff | playoff | playoff | playoff | playoff          | playoff     |
|          | Vin            | Par            | Per            | Tot            | PF             | PS             | Vin     | Per     | Tot     | PF      | PS      | risultato        | avversaria  |
| -------- | -------------- | -------------- | -------------- | -------------- | -------------- | -------------- | ------- | ------- | ------- | ------- | ------- | ---------------- | ----------- |
| 2008     | -              | -              | -              | -              | -              | -              | 0       | 1       | 1       | 9       | 24      | Quarti di finale | Graz Giants |
| Totale   | -              | -              | -              | -              | -              | -              | 0       | 1       | 1       | 9       | 24      |                  |             |

Fonti: Enciclopedia del Football - A cura di Roberto Mezzetti

##### EFAF Cup
| Stagione | regular season | regular season | regular season | regular season | regular season | regular season | playoff | playoff | playoff | playoff | playoff | playoff          | playoff              |
|          | Vin            | Par            | Per            | Tot            | PF             | PS             | Vin     | Per     | Tot     | PF      | PS      | risultato        | avversaria           |
| -------- | -------------- | -------------- | -------------- | -------------- | -------------- | -------------- | ------- | ------- | ------- | ------- | ------- | ---------------- | -------------------- |
| 2006     | 2              | 0              | 0              | 2              | 90             | 19             | 0       | 1       | 1       | 12      | 20      | Quarti di finale | Hohenems Blue Devils |
| Totale   | 2              | 0              | 0              | 2              | 90             | 19             | 0       | 1       | 1       | 12      | 20      |                  |                      |

Fonti: Enciclopedia del Football - A cura di Roberto Mezzetti

### Riepilogo fasi finali disputate
| Anno              | Luogo        | Evento | Fase del torneo  | Incontro                                          | Risultato |
| 10 maggio 2008    | Stoccarda    | EFL    | Quarti di finale | Stuttgart Scorpions - Graz Giants                 | 9 - 24    |
| 21 settembre 2019 | Wilmersdorf  | DBL    | Ladies Bowl      | Berlin Kobra Ladies - Stuttgart Scorpions Sisters | 26 - 24   |
| 21 settembre 2019 | Braunschweig | GFL    | Quarti di finale | New Yorker Lions - Stuttgart Scorpions            | 70 - 3    |